# Peralta de Alcofea
Peralta de Alcofea – gmina w Hiszpanii, w prowincji Huesca, w Aragonii, o powierzchni 116,14 km². W 2011 roku gmina liczyła 596 mieszkańców.